# Mineo

Ubicació de Mineo dins de la província

Mineo (sicilià Minìu) és un municipi italià, dins de la ciutat metropolitana de Catània. L'any 2006 tenia 5.346 habitants. Limita amb els municipis d'Aidone (EN), Caltagirone, Grammichele, Licodia Eubea, Militello in Val di Catania, Mirabella Imbaccari, Palagonia, Piazza Armerina (EN), Ramacca i Vizzini.

## Administració
| Període | Identitat         | Partit        |
| ------- | ----------------- | ------------- |
| 2008-   | Giuseppe Castania | Llista Cívica |

## Personatges il·lustres
- Modesto Sardo, president sicilià.
- Ludovico Buglio (1606), matemàtic, jesuïta missioner a la Xina.